# Cirrhochrista argentiplaga
Cirrhochrista argentiplaga is een vlinder uit de familie van de grasmotten (Crambidae). De wetenschappelijke naam van deze soort is voor het eerst gepubliceerd in 1897 door William Warren.
De soort komt voor in Zuid-Afrika.